# ソリツイ
座標: 北緯58度07分 東経30度19分 / 北緯58.117度 東経30.317度
ソリツイ（ロシア語: Сольцы́, Soltsy）は、ロシアのノヴゴロド州にある町。人口は8,449人（2021年）。近くに塩水の湧く泉があることからソリツイと名づけられた。

## 地理
イリメニ湖にそそぐシェロニ川（ロシア語: Шелонь,フィンランド語: Selonajoki）の左岸に建つ。州都ノヴゴロドからは南西へ78km。
1904年に開業したサンクトペテルブルク-ドノー-ノヴォソコリニキ-ネヴェリ-ヴィチェプスクを結ぶ鉄道が南北に通る。またノヴゴロド市とプスコフ市を結ぶ国道が東西に通る。

## 歴史
ソリツイの村が最初に文献に現れたのは1390年である。当時はノヴゴロドとプスコフを結ぶ交易路上の重要な村であり塩水から採れる塩の交易も行っていた。1471年にはイヴァン3世率いるモスクワ大公国の軍がノヴゴロド公国の軍と戦ったシェロニ川の戦いがこの付近で起こった。敗れたノヴゴロド公国は政治的独立を失ってモスクワ大公国に服属するようになり、その7年後にモスクワへ併合された。
18世紀にはリネンの取引で栄えた。次第に大きくなったソリツイの町は1914年に市の地位を得た。
第二次世界大戦では1941年7月13日から1944年2月までドイツ軍に占領された。赤軍は1941年7月16日から22日までの短い間奪回したが、1944年2月にレニングラード戦線が最終的にソリツイを奪還した。

## 史跡と文化
ソリツイには生神女庇護聖堂（ポクロフスカヤ・ツェールコフィ）が18世紀後半に建てられた。またイリインスキー聖堂も同じ頃に建設されている。
町から10km離れたところにあるヴィビティ（Выбити）の村には城塞（クレムリ）や公園がある。

## 経済
主な企業には、磁気テープ工場、繊維工場、食品工場などがある。
町の2km北にある空軍基地「ソリツイ-2」（Soltsy-2）は冷戦期には戦略的に重要な基地であり、中距離爆撃機Tu-22M3バックファイアやTu-95戦略爆撃機が配備されていた。